# 24. januar
24. januar je 24. dan leta v gregorijanskem koledarju. Ostaja še 341 dni (342 v prestopnih letih).

## Dogodki
- 1458 – Matija Korvin postane kralj Češke in Ogrske
- 1556 – potres v kitajski provinci Šensi zahteva 850.000 smrtnih žrtev
- 1848 – najdba zlata v reki Sacramento povzroči zlato mrzlico
- 1924 – Petrograd se preimenuje v Leningrad
- 1935 – ameriško podjetje Kruger Brewing začne prodajati prvo pivo v pločevinkah
- 1943 – konec konference v Casablanci
- 1944 – Dwight David Einsenhower je imenovan za vrhovnega zavezniškega poveljnika sil, namenjenih izkrcanju v Zahodni Evropi
- 1945 – Rdeča armada osvobodi Glivice
- 1966 – Indira Gandhi postane indijska predsednica vlade
- 1990 – slovenska delegacija protestno zapusti 14. izredni kongres ZKJ

## Rojstva
- 76 – Hadrijan, rimski cesar († 138)
- 1287 – Richard de Bury, angleški knjižničar († 1345)
- 1619 – Jamasaki Ansai, japonski konfucijanski in šintoistični filozof († 1682)
- 1679 – Christian Wolff, nemški filozof, matematik († 1754)
- 1705 – Carlo Broschi - Farinelli, italijanski kastrat († 1782)
- 1712 – Friderik II. Veliki, pruski kralj († 1786)
- 1732 – Pierre-Augustin Caron de Beaumarchais, francoski dramatik († 1799)
- 1746 – Gustav III., kralj Švedske († 1792)
- 1776 – Ernst Theodor Amadeus Hoffmann, nemški pravnik, skladatelj, kritik, pisatelj in karikaturist († 1822)
- 1821 – Blaž Kocen, slovenski geograf in kartograf († 1871)
- 1847 – Radomir Putnik, srbski general († 1917)
- 1850 – Hermann Ebbinghaus, nemški psiholog († 1909)
- 1854 – Paul Gerhard Natorp, nemški filozof († 1924)
- 1862 – Edith Newbold Jones - Edith Wharton, ameriška pisateljica († 1937)
- 1869 – Ernest Broșteanu, romunski general († 1932)
- 1882 – Harold Delos Babcock, ameriški astronom († 1968)
- 1888 – Ernst Heinrich Heinkel, nemški letalski konstruktor († 1958)
- 1891 – Abraham Samojlovič Bezikovič, ruski matematik († 1970)
- 1896 – Anton Gojmir Kos, slovenski slikar († 1970)
- 1901 – Adolphe-Jean-Marie Mouron - Cassandre, francoski slikar († 1968)
- 1941 – Neil Leslie Diamond, ameriški pevec
- 1943 – Sharon Marie Tate, ameriška filmska igralka († 1969)
- 1994 – Daniel-André Tande, norveški smučarski skakalec

## Smrti
- 41 – Gaj Cezar Germanikus - Kaligula, rimski cesar (* 12)
- 1046 – Ekehard II. Meissenški, mejni grof Spodnjih Lužic, mejni grof Meissna (* 985)
- 1125 – David IV. Graditelj, gruzinski kralj (* 1073)
- 1336 – Alfonz IV., aragonski kralj (* 1299)
- 1349 – Luchino Visconti, italijanski plemič, vladar Milana (* 1287)
- 1757 – Francesco Robba, italijanski kipar (* 1698)
- 1848 – Horace Wells, ameriški zobozdravnik (* 1815)
- 1852 – Ján Kollár, slovaški pesnik (* 1793)
- 1914 – sir David Gill, škotski astronom (* 1843)
- 1915 – Arthur Georg Friedrich Julius von Auwers, nemški astronom (* 1838)
- 1920 – Amedeo Modigliani, italijanski slikar, kipar (* 1884)
- 1965 – Winston Leonard Spencer Churchill, angleški politik, zgodovinar, pisatelj, slikar, nobelovec 1953 (* 1874)
- 1965 – Nikolaj Onufrijevič Losski, ruski filozof in teolog (* 1870)
- 1986 – L. Ron Hubbard, ameriški pisatelj, tvorec scientologije (* 1911)

## Goduje
- sveti Timotej
- sveti Felicijan